# Фартушный, Виталий Петрович
Вита́лий Петро́вич Фартушный (род. 7 октября 1949, Ярышевка, Винницкая область) — советский, российский гобоист; профессор Петрозаводской консерватории, заслуженный деятель искусств Украины (1997), заслуженный артист Карелии (1999).

## Биография
Первые уроки игры (на кларнете) получил у отца; с 1959 года вместе с отцом играл в духовом оркестре при клубе Томашпольского сахарного завода. Окончил по классу гобоя: в 1968 году — Винницкое музыкальное училище (класс Ю. М. Ларионова), в 1973 — Петрозаводский филиал Ленинградской консерватории (класс профессора В. М. Курлина), в 1975 — ассистентуру-стажировку Ленинградской консерватории под руководством В. М. Курлина.
С 1973 года преподаёт в Петрозаводской консерватории дисциплины «Специальный инструмент», «Ансамбль», «Ансамбль духовых инструментов», «Педагогическая практика», «Изучение оркестровых трудностей», «Изучение концертного репертуара», «Изучение родственного инструмента», «Музыкальное исполнительство и педагогика», «Методика обучения игре на инструменте», «История исполнительского искусства», «История исполнительских стилей», «Изучение педагогического репертуара». Профессор кафедры духовых и ударных инструментов Петрозаводской консерватории. В числе его выпускников (51 гобоиста и 80 ансамблистов) — солисты симфонических оркестров (в частности, в Петрозаводске, Днепре, Саратове). В 2012—2017 годы был членом Учёного совета консерватории; возглавлял жюри Международного конкурса исполнителей на духовых и ударных инструментах «Серебряные звуки».
Является автором более 30 научных работ по проблемам духового исполнительского искусства.
В 1981 году создал студенческий духовой оркестр «Геликон», в 1981—2008 был его руководителем и дирижёром.
В 1984—2006 годы был солистом и концертмейстером группы гобоев в симфоническом оркестре Карельской филармонии, участвовал в концертах под руководством А. С. Дмитриева, Э. Р. Чивжеля, В. В. Катаева, Ф. Ш. Мансурова, А. Ф. Гуляницкого, Ю. И. Николаевского, Р. Э. Мартынова, О. Ю. Солдатова, Энио Никотра (Италия), Пекка Хаапасало (Финляндия), Юго Ренэра (Франция) и других дирижёров. В 2006—2012 годы — первый гобоист и концертмейстер группы духовых инструментов оркестра русских народных инструментов «Онего» Карельской филармонии. Одновременно входил в состав духового квинтета педагогов Петрозаводской консерватории (С. В. Пошехов — флейта, В. П. Фартушный — гобой, А. П. Баранцев — кларнет, Л. А. Миронюк — валторна, А. П. Новиков — фагот).
В 1998 участвовал в записи музыки к финскому кинофильму «Дорога на Рукаярви» (композитор — Туомас Кантелинен). В 1999—2001 годы в качестве первого гобоиста в составе ассоциации «Симфонический оркестр граждан Европы» (художественный руководитель и главный дирижёр — Юго Ренэр) совершил концертное турне по Франции.
Личные документы, материалы преподавательской и концертной деятельности В. П. Фартушного хранятся в Национальном архиве Республики Карелия.

### Семья
Отец — Пётр Тимофеевич Фартушный, военный музыкант.

## Общественная деятельность
Основатель общества украинской культуры в Республике Карелия, в 1993—2002 годы был его первым председателем, продолжает участвовать в его работе (ныне — Карельская региональная общественная организации Общество украинской культуры «Калина»).

## Награды и признание
- Диплом военно-оркестровой службы Министерства обороны СССР (Москва, 1987)[1]
- Заслуженный деятель искусств Украины (1997)
- Заслуженный артист Республики Карелия (1999)[2].

## Комментарии
1. ↑    Национальный архив Республики Карелия. Ф. Р-3739. Ед. хр. 1—159.[2]